# オライリーメディア

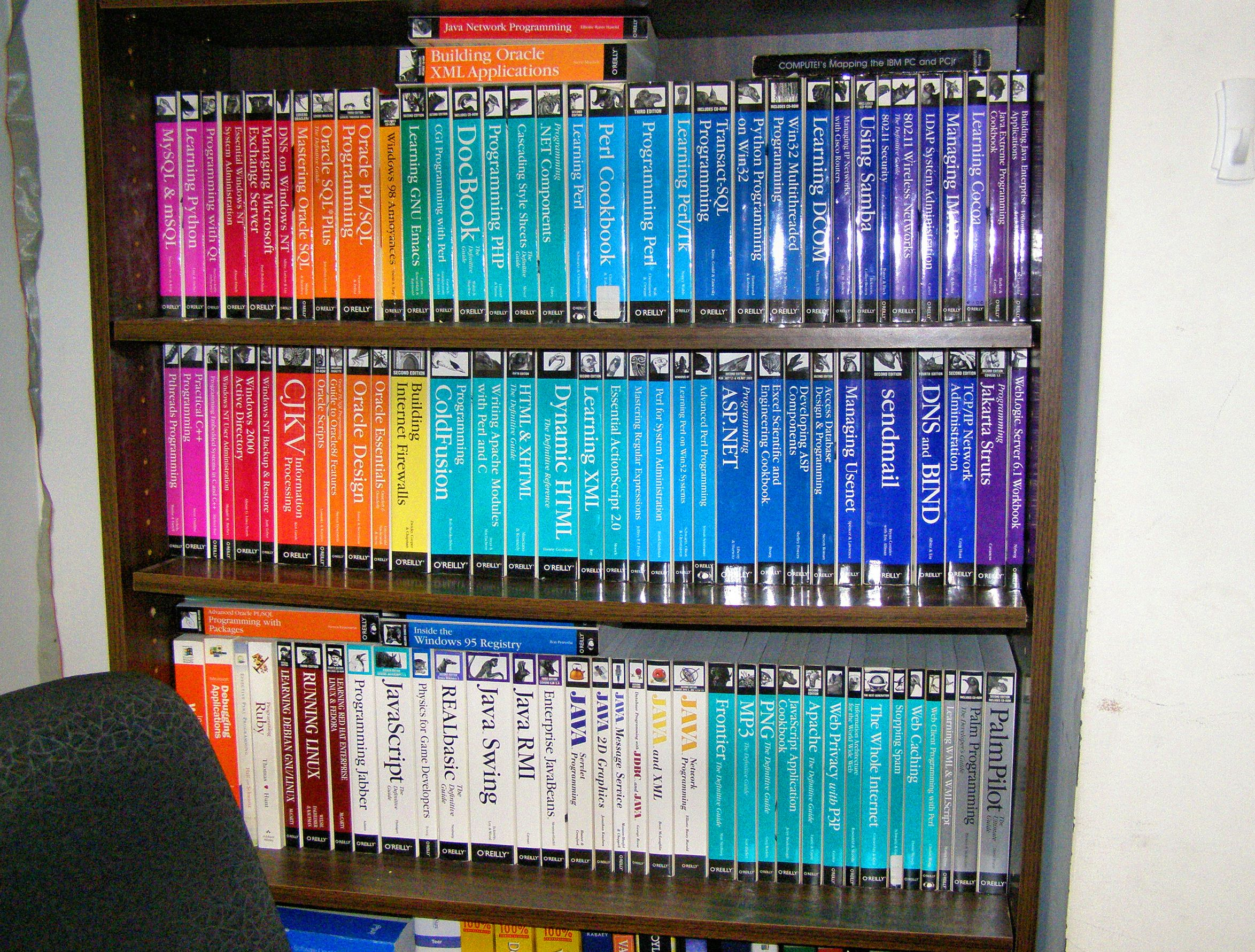
オライリーメディアによる書籍

オライリーメディア（英: O'Reilly Media）は、アメリカ合衆国のメディア企業。ティム・オライリーが創設した。コンピュータ関連の書籍出版、ウェブサイト作成、カンファレンスの開催などを主な業務としている。表紙に動物の木版画を使った書籍群でよく知られている。日本法人はオライリー・ジャパン。

## 概要
1978年、マサチューセッツ州ケンブリッジでテクニカルライティングを行うコンサルティング企業として出発した。1984年、複数のUNIXベンダーからマニュアル出版権を得るようになった。70ページほどの "Nutshell Handbooks" はよく売れたが、1988年までコンサルティングが主な事業であった。1988年、Xlibの基本的なマニュアルに関するカンファレンスを開催したとき、そこに世界中から聴衆が詰め掛けた。これをきっかけとして出版を中心とするようになった。
1992年、全世界に200ほどしかウェブサイトがなかったころ、オライリーメディアは全編 World Wide Web に関する世界初の本 Whole Internet User's Guide and Catalog を出版した。1993年には、世界初のポータルサイト Global Network Navigator (GNN) を開設した。GNN は1995年に AOL に高額で売却され、インターネットバブルのさきがけとなった。
Programming Perl という本は1996年に年間を通じてボーダーズで全分野のトップ100以内の売り上げを記録したが、コンピュータ業界での認識はまだまだであった。オライリーは Perl を広めるため、Perl に関するカンファレンスを開催した。同社のソフトウェアに関するベストセラーの多くは、ソフトウェア業界が見逃しているトピックに関するものであった。そこで1998年、オライリーはそれらソフトウェアプロジェクトのリーダーを集めた会議を開催した。当初フリーウェアサミットと呼ばれていたが、この会議でオープンソースという用語が生み出されたことから、オープンソースサミットとして知られるようになった。O'Reilly Open Source Convention はオライリーの主要なイベントの1つとなっている。他にも重要なイベントとして Emerging Technology Conference や FOO Camp などがある。
オライリーメディアは自らを「世界最良のコンピュータ関連書籍出版社と多くの人に思われている」としている。実際、プログラマはオライリーの本をそのトピックの決定版と見なすことも多い。オライリーと言えば、動物の木版画が表紙になっている本が有名だが、それらは同社が出版する書籍のほんの一部に過ぎない。
出版業の傍ら、同社は多くの定期カンファレンスを主催し、オープンソース・コミュニティに様々なオンラインサービスを提供している。例えば、O'Reilly Emerging Technology Conference はカリフォルニア州で、O'Reilly Open Source Convention はポートランドで開催されている。全体として、オライリーは同社の業務を単なる出版やカンファレンスではなく、「新しい知識を広めることで世界を変える」ことだとしている。
オライリーはクリエイティブ・コモンズの Founders Copyright を採用しており、それによると著作権が保護される期間は 28 年である。これは通常の著作権の保護期間に比較するとかなり短い。
副社長 Dale Dougherty は2003年、ブレインストーミングの最中に Web 2.0 という用語を生み出した。これが元となって CMP Media と共催で Web 2.0 Conference も開催されている。その後、両社はこれを「コンピュータと情報技術の各分野でライブイベント、すなわちショー、展示会、ビジネス会議、および教育的な会議を手配し、実施するため」サービスマークとして登録している。
2006年5月、CMP Media は 'Web 2.0 Half day conference' が開催されようとしていることを知った。CMP Media は、サービスマークとして登録されているとして、「Web 2.0」という用語の使用を止めるようイベントを主催するアイルランドの非営利団体に文書で通達した。このような用語の使用を法的に制限する態度は一部で批判されることとなった。
オライリーは弁護士が早まった攻撃的対応を行ったことについて謝罪し、そのイベントでの用語の使用を許した。

## 主な書籍

### アニマルシリーズ
長年に渡ってオライリーの本と言えば、各種技術のガイドである「アニマルシリーズ」であった。カバーデザインは Edie Freedman によるもので、彼女は UNIX のプログラム名が「変な動物」の名前のようだと感じたことから、動物の図柄を用いたという。原画には、ドーヴァー出版の "Animals: 1,419 Copyright-Free Illustrations of Mammals, Birds, Fish, Insects, etc"（ISBN 0486237664）などのものを利用している。
- 『プログラミングPerl』Programming Perl（ラクダ本として知られている）
- 『初めてのPerl』Learning Perl（ラマ本として知られている）
- Running Linux (ISBN 4-87311-131-5)

### Hacks
- Google Hacks (ISBN 978-4-87311-321-0)
- Amazon Hacks (ISBN 4-87311-181-1)
- Mind Hacks (ISBN 4-87311-271-0)

### インターネット
Ed Kroll の1992年の本 Whole Internet User's Guide and Catalog は、世界初のインターネットのユーザーガイドの1つであった。

### クイックリファレンス
クイックリファレンス・シリーズ（英語では "In a Nutshell"）は、ある技術をカバーするコンパクトなリファレンスである。ある技術で使える全コマンドを掲載していたり、言語やフレームワークのAPIの完全なリスト、概要的な説明が掲載されている。
- 『UNIXクイックリファレンス』Unix in a Nutshell（ISBN 4-900900-74-5）
- 『C++ライブラリクイックリファレンス』 C++ in a Nutshell（ISBN 4-87311-196-X）

### ポケットガイドとデスクトップリファレンス
ポケットシリーズは判型が小型で100ページ程度の本であり、様々なテーマの基本をおさえている。テーマとしては、ポッドキャストから、Linux、各種プログラミング言語まである。持ち運びに便利で、検索が容易である。学習用というよりも、単なるリファレンス用。

### 開発者ノート
開発者ノートシリーズは、高校や大学のノートを模した作りで、重要な考え、ポイントなどの走り書きされた傍注で補完されている。講義ノートというよりも実験ノートであり、対象の詳細に立ち入り、それがどのように動くのかなどを示している。しかし、設計や理論、実装の全体像を提供するようにはなっていない。
- 『JBoss』JBoss: A Developer's Notebook
- 『Maven』Maven: A Developer's Notebook

### Missing Manual
"Missing Manual" シリーズは、David Pogue の Pogue Press が発行したもので、対象の技術について、その機能の広範囲な概要を提供する。
- 『Mac OS X』Mac OS X: The Missing Manual

### クックブック
クックブックシリーズは、特定技術についての汎用的なレシピ（秘訣）集である。各レシピは特定の問題を解決するもので、それを実際にどう適用するかが述べられている。
- 『Ruby クックブック』Ruby Cookbook
- 『Java クックブック』Java Cookbook
- 『Jakarta Commons クックブック』Jakarta Commons Cookbook

### Head Firstシリーズ
Head Firstシリーズは、オライリーが出版している他のシリーズよりもふんだんに絵や図が盛り込まれており、初学者にも分かりやすい内容となっている。
- 『Head First Java』 Head First Java (ISBN 4-87311-279-6)
- 『Head First オブジェクト指向分析設計』 Head First Object-Oriented Analysis and Design (ISBN 978-4-87311-349-4)
- 『Head First デザインパターン』 Head First Design Patterns (ISBN 4-87311-249-4)

### その他
日本では出版されていないシリーズとして、"Annoyances" シリーズがある。これはかなりマニアックな内容である。
オライリーはシリーズに属さない本も出版している。『伽藍とバザール』もアメリカではオライリーが出版した。

## カンファレンス
オライリーは1997年、カンファレンス部門を立ち上げた。現在では以下のようなカンファレンスを開催している。
- The O'Reilly Open Source Convention
- The O'Reilly Emerging Technology Conference
- The O'Reilly Emerging Telephony Conference
- The Web 2.0 Summit （CMPテクノロジーと共催） - 「ウェブ2.0サミット」を参照
- The Web 2.0 Expo （CMPテクノロジーと共催） - 「ウェブ2.0博覧会」を参照
- The MySQL User Conference and Expo （MySQL ABと共催）
- Tools of Change for Publishing
- RailsConf （Ruby Central と共催）
- The Where 2.0 Conference - 「ウェブ2.0会議」を参照
- RailsConf Europe （Ruby Central と共催）

## 雑誌
2005年から、オライリーは季刊誌 Make: technology on your time を発行している。ハードウェアのハッキングに関する記事や、ホビイスト向けのテクノロジー関連の DIY 記事が掲載されている。日本版は2006年から半年に1回のペースで発行されている。
2006年秋、第二の雑誌として Craft: が発行されている。

## これまでのベンチャー事業
オライリーはこれまで他の様々な製品を販売してきた。1993年、最初の Web リソース Global Network Navigator を立ち上げ、これを AOL に売却した。また同時期に旅行ガイドのシリーズと一般ビジネス書のシリーズも手がけた。また、インターネットラジオ Internet Talk Radio の Geek of the Week というインタビュー番組を録音したテープを販売したこともある。Windows 向けのソフトウェアも販売していたことがあり、最初の商用 Webサーバ Web Site などがあった。

## オンライン・リソース
オライリーはピアソン PLCと提携し、"Safari Books Online" を提供している。このサービスは、4000以上の技術書をオンラインでプレビュー可能にし、料金を支払って閲覧できるようにしたものである。Adobe Press、Alpha Books、Cisco Press、Financial Times Prentice Hall、Microsoft Press、New Riders Publishing、オライリー、Peachpit Press、Prentice Hall、Prentice Hall PTR、Que、Sams Publishing といった出版社の書籍が参照可能である。"SafariU" サービスは、教師が Safari にある書籍から部分を抜き出し、自身の教材を加えて独自の教科書を編修できるようにしたものである。"Safari Affiliates" プログラムでは、Safari Bookshelf の書籍に他のWebページへのリンクを埋め込んだり、Safari の検索結果をブログなどに埋め込めるようにしたものである。
O'Reilly Network は、開発者やユーザーが興味を持つような記事やブログなどへのリンク集を提供している。
また、ベンダーと連携し、次のようなサイトを運営している。
- dev2dev - BEAと連携した WebLogic 関連サイト
- java.net - サン・マイクロシステムズおよびCollabNetと連携した Java プログラマ向けのオープンソースコミュニティ

### オンラインで公開されている書籍
- Open Books Project
- The Whole Internet User's Guide & Catalog - インターネット・アーカイブ